# William Styron
William Clark Styron Jr. (Newport News, 11 giugno 1925 – Martha's Vineyard, 1º novembre 2006) è stato uno scrittore, drammaturgo e critico letterario statunitense, autore di romanzi e novelle di successo, tra cui il celebre La scelta di Sophie (Sophie's Choice, 1979), sul tema dell'Olocausto, trasposto nel 1982 nell'omonimo film interpretato da Meryl Streep e Kevin Kline.
Tra gli altri suoi più conosciuti, e discussi, romanzi figurano Lie Down in Darkness (Un letto di tenebre, nella versione in lingua italiana), scritto all'età di ventisei anni e pubblicato nel 1951, e The Confessions of Nat Turner, del 1967, Premio Pulitzer per la narrativa, ricostruzione romanzata della vicenda umana di Nat Turner, capo della rivolta degli schiavi avvenuta nel 1831 in Virginia.
Un letto di tenebre, in particolare, sembra ricalcare da vicino il vissuto personale dello scrittore: la narrazione è infatti ambientata nel suo paese natale, la Virginia, e - come egli stesso raccontò poi - altro non era che quel che vide attorno a sé nella prima parte della propria vita. Esso racconta di una giovane che giunge al suicidio dopo essere stata sopraffatta dal male di vivere dovuto alla forte pressione derivante dalla vita in una famiglia della classe media  americana. Pari a quella in cui Styron crebbe: dopo aver avuto un'infanzia felice, rimase orfano a 13 anni, sviluppando un patologico senso di colpa che, oltreché un tormento esistenziale, fu il "cartiglio" di tutta la sua opera. Portandolo a descrivere il trauma, rivissuto, della cacciata dal Paradiso Terrestre.

## Biografia
Styron studiò al Davidson College e poi alla Duke University di Durham, nel North Carolina, dove seguì in particolare le lezioni di William Blackburn, il quale ebbe un ruolo di primo piano nella formazione culturale del giovane scrittore. Qui si avvicinò alla letteratura di William Faulkner, leggendo con passione altri grandi narratori statunitensi ed europei contemporanei. Tra i quali si ricordano Dos Passos, Fitzgerald, Hemingway, ma soprattutto Joyce e Flaubert. Nella sua formazione letteraria decisiva fu l'esperienza del trasferimento a New York: il distacco dalla provincia natale gli permise di guardarne con maggiore distacco le contraddizioni, specie se confrontate con l'universo sociale della grande metropoli. Dove si impiegò come redattore di una casa editrice, frequentando contemporaneamente un corso di scrittura creativa tenuto da Hiram Haydn presso la New School for Social Research.
Fu un valente soldato e si arruolò nel corpo dei marine quando non aveva ancora diciotto anni, pare per una bravata esistenziale. Reduce dal conflitto mondiale, nel 1950 venne chiamato alle armi nella successiva guerra di Corea, tuttavia non andò al fronte. Fu congedato nel 1951, che è l'anno di pubblicazione della sua prima opera, Lie Down in the Darkness. Grazie al premio vinto per quest'opera prima, trascorse più di anno in Europa, durante il quale Styron scrisse, nel suo soggiorno parigino, il suo secondo romanzo, The Long March, frutto dell'esperienza militare ricordata in termini drasticamente negativi. Esso narra la storia di un audace capitano dell'esercito, al quale l'Autore affida il compito di denunciare i guasti prodotti dall'ottusità militare in un campo di addestramento durante la guerra di Corea. Un gruppo di uomini della riserva è richiamato per una serie di esercitazioni nelle isole Caroline, dove maturano i contrasti tra gli scontenti, strappati alla vita familiare e alle loro occupazioni, e i militari di carriera più fanatici. Le ostilità sfoceranno in violenze durante la marcia forzata di addestramento.
Dal 1952 collabora alla redazione della neonata rivista Paris Review, sposando l'anno seguente la poetessa Rose Burgunder, da cui ebbe quattro figli, un maschio e tre femmine. Trascorse praticamente tutto il 1953 a Roma. Rientrato negli Stati Uniti, si stabilì a Roxbury, nel Connecticut, dividendosi negli anni successivi tra l'attività letteraria, la pubblicistica e l'insegnamento al Sillman College della Yale University.
Definito dal collega scrittore Tom Wolfe un vero "romanziere del Sud", in linea colla tradizione di vigoroso realismo dettata da Faulkner, Styron - pur non rinnegando le proprie radici, ma piuttosto volendo emanciparsi dall'ombra dei padri, Faulkner e Thomas Wolfe- non si considerava uno scrittore sudista, pur scrivendo nel loro tipico stile esuberante, colorito, talvolta melodrammatico, talaltra elegiaco. Fu autore anche di opere per il teatro e di testi autobiografici. Come Faulkner, anche Styron si interessò ai grandi problemi storico-sociali, e li affronta con chiare idee: schierandosi senza dubbio contro la gerarchia militare, la schiavitù, la Shoah. E, su un piano diverso, contro i suoi personali nemici mortali: l'alcool e la depressione. Sempre dalla parte dei vinti, degli infelici, degli umili.
Non va sottaciuta la ferma volontà di rimettere in discussione le forme narrative tradizionali, sperimentando la continua alterazione della successione cronologica degli eventi. Sul piano linguistico, Styron fa uso dello "stream of consciousness" di marca joyciana.
Nel 1960 Styron pubblicò 'Set this House on Fire' - citazione da una lettera di John Donne - raccontando una vicenda drammatica ambientata in un immaginario paese della costiera amalfitana. Il protagonista è Cass Kinsolving, pittore originario del Sud degli Stati Uniti, stabilitosi in Italia nella speranza di ritrovare la creatività perduta. Ma conducendo una vita disordinata, quasi sempre ubriaco, trascura la propria famiglia, tormentato da problemi esistenziali. Fa da contrapposizione Mason Flagg, odioso commediografo di successo. Che per Styron rappresenta l'americano tipo, apparentemente rispettabile, ma nell'animo perverso e crudele.
Nel 1968 ottenne il Premio Pulitzer per il romanzo The Confessions of Nat Turner, pubblicato l'anno precedente,
 dove l'energia polemica e la riuscita artistica si accompagnano all'abbandono della verità storica. Attingendo alla storia americana, Styron rievoca una disperata rivolta nera scoppiata in un piccolo centro della Virginia, nella contea di Southampton, avvenuta nel 1831 e repressa rapidamente. Il titolo allude al dossier in cui è raccolta la confessione che il capo dei ribelli rese in carcere all'avvocato incaricato di interrogarlo. Questa meditazione immaginaria sulla storia prende le mosse a ritroso, muovendosi dal momento conclusivo. Infatti, già giudicato colpevole e in attesa di essere mandato a morte, Nat ripercorre dal carcere la propria vita, attraverso le tappe della dolorosa maturazione personale. Rendendosi conto delle condizioni miserabili in cui la sua gente è costretta a vivere, dopo una crisi mistica, Nat, trentenne autodidatta, organizza una rivolta assieme a un manipolo di altri schiavi. Fanaticamente risoluto a uccidere il maggior numero possibile di bianchi, nel finale del libro, Nat colpisce una ragazza bianca, eletta a simbolo di quel sottile inganno padronale che, se da una parte vellica la coscienza dello schiavo nero, dall'altra non ne consente quella piena realizzazione della dignità personale e quelle aspirazioni alla libertà.
Il romanzo gli procurò fama internazionale e molte polemiche, nel clima sociale ideologico degli anni Sessanta. Tra gli altri fu attaccato dall'intellettualità nera USA, la quale non sopportava che uno scrittore bianco e protestante potesse descrivere in prima persona la vita di uno schiavo nero; fu però difeso dallo scrittore nero James Baldwin, amico personale di Styron, e da George Steiner sul New York Times.
La sua opera più popolare - ma anch'essa foriera di roventi polemiche sull'inopportunità di affrontare letterariamente un argomento scabroso - rimane La scelta di Sophie (Sophie's Choice). Che prende anch'esso spunto dalla storia contemporanea, la Seconda Guerra Mondiale. Pubblicato nove anni dopo la sua precedente opera narrativa, la storia è ambientata nel 1947, quando il ricordo della guerra terminata e degli orrori nazisti è ancora vivo nella mente degli ebrei come Nathan Landau. Uomo di grande cultura e vivace acume intellettuale, egli non sa reagire agli eventi accaduti, schiacciato dalla stessa sua coscienza critica: maniaco-depresso, trova nella droga un fugace sollievo dalle sue crisi. L'altro personaggio, la polacca Sophie Zawistowska, annienta se stessa in una sfrenata attività sessuale. Deportata assieme ai suoi due bambini ad Auschwitz, ha un passato segnato da terribili tragedie che ne hanno minato l'equilibrio psichico. Il titolo del romanzo allude infatti alla terribile decisione che Sophie ha dovuto compiere: su ordine dei nazisti, dovette obbligatoriamente scegliere quale dei due figli salvare, condannando a morte l'altro. La serenità perduta per sempre le impedisce di vivere, pur avendo dato prova, nell'affrontare dolorose esperienze, di formidabili energia e spirito.
In questo contesto, appare la figura del giovane narratore-protagonista, Stingo. Il quale, trasferitosi a New York dalla natia Virginia con l'intenzione di fare fortuna letteraria, prende alloggio nella pensione dove incontra e fa amicizia con la strana coppia Nathan-Sophie.
Styron sposta la sua riflessione sul male dal piano storico a quello universale, presentandolo ai lettori non come il prodotto di menti mostruose, bensì come eterna tentazione a cui può cedere chiunque, anche il più pacifico degli uomini comuni.
Un grande successo, sia di critica che per il numero di lettori, ha avuto l’opera autobiografica Un'oscurità trasparente (Darkness Visible) del 1990, in cui l’autore rivela la grave crisi depressiva in cui cadde al ritorno dal ritiro di un premio letterario in Europa alla fine degli anni ottanta.  È ritenuta da molti specialisti del trattamento delle malattie mentali un'opera pionieristica, per il contributo dato al contrasto nei confronti della stigmatizzazione dei disturbi psichiatrici, dimostrando che, se trattata tempestivamente ed accuratamente, anche una malattia che, per chi ne soffre, può sembrare "un inferno", è in realtà curabile.

## Principali lavori

### Romanzi
- Un letto di tenebre (Lie Down in Darkness), Bobbs-Merryl Company, Indianapolis (1951), Prix Rome dell'Académie américaine des Arts et Sciences; traduzione di Bruno Tasso, I ed. italiana SugarCo, Cremona, 1958-1963; Gli Oscar settimanali n.55, Mondadori, 1966; Oscar Mondadori, 1972-1973; postfazione di Franco Cordelli, Collana Varia, Mondadori, 1979-1980-1983; traduzione di Bruno Tasso riveduta da Laura Tasso, Introduzione di Gigliola Nocera, Scrittori Moderni n.2069, Oscar Mondadori, I ed. novembre 2013 ISBN 978-88-04-63328-0.
- E questa casa diede alle fiamme (Set This House on Fire), Random House,New York (1960); traduzione di Giuseppe Fasano, I ed. italiana Collana SuperCoralli, Einaudi, Torino, 1964; Collana Narrativa, Oscar Mondadori, Milano ISBN 88-04-35444-5
- Le confessioni di Nat Turner (The Confessions of Nat Turner) (1967) trad. di Bruno Fonzi, Collana SuperCoralli, Einaudi, Torino, I ed. novembre 1968; Oscar libreria, Mondadori, 1973; Leonardo editore, prima ed. 1990; Collana Classici Moderni n.150, Oscar Mondadori, 1996 ISBN 88-04-41836-2; Introduzione di Marisa Bulgheroni, postfazione dell'Autore, Collana i Meridiani paperback, Mondadori, Milano, maggio 2014, ISBN 88-04-64060-X
- La scelta di Sophie (Sophie's Choice), New York (9 agosto 1976), Random House, New York, ISBN 0-679-73637-9; traduzione di Ettore Capriolo, Collana Omnibus, Mondadori, I ed. 1980; Leonardo editore, 1990; Oscar Bestsellers, Mondadori, 1992; Collana Classici Moderni, Oscar Mondadori, 1996-2002 ISBN 88-04-49257-0

### Novelle
- La lunga marcia (The Long March), in Discovery Magazine nel 1952; poi in The Modern Library, 1956; pubblicato con In The Clap Shack, Random House 1993 ISBN 0-679-73675-1; prima edizione italiana Collana I Coralli n.152, Einaudi, 1962, traduzione di F. Bossi; Theoria, Roma, 1989, ISBN 88-241-0159-3
- The suicide run. Five tales of the Marine corps,(contiene i seguenti racconti: Blankenship; Marriott, The Marine; The Suicide Run; My Father's House; Elobey, Annòbon, and Corisco), Random House, New York, 2009, ISBN 978-0-8129-8024-0
- La corsa suicida. La lunga marcia, Collana Oscar Classici moderni, Milano, Mondadori, (in pubblicazione), ISBN 978-88-046-6504-5.

### Teatro
- In the Clap Shack, Random House, New York, (1973)

### Testi autobiografici
- Un'oscurità trasparente (Darkness Visible. A Memoir of Madness), Random House, New York, (1990 ISBN 0-679-73639-5); prima edizione italiana Leonardo Editore, Letteratura, maggio 1990, traduzione di Raoul Venturi; poi Collana Scrittori del Novecento, Oscar Mondadori, aprile 1999, ISBN 88-04-46388-0
- Una mattina in Virginia: tre storie della giovinezza (A Tidewater Morning. Three Tales From Youth), (contiene i seguenti racconti: Love Day, Shadrach, A Tidewater Morning), Random House, New York (1993) ISBN 0-679-42742-2; prima ed. italiana Collana Omnibus, Mondadori, 1995, traduzione di Ettore Capriolo, ISBN 88-04-38685-1; Collana Scrittori Moderni, Oscar Mondadori, dicembre 2000 ISBN 88-04-48518-3

### Saggi
- Havanas in Camelot. Personal Essays, Random House, New York, 2008 ISBN 978-0-8129-7875-9
- This Quiet Dust and Other Writings. Included 6 previously Uncollected Essays, Random House, New York, 1982-1993-2009 ISBN 0-679-73596-8

### Lettere
- Selected Letters of William Styron. Edited by Rose Styron with R. Blakeslee Gilpin, Random House, New York, 2012 ISBN 978-1-4000-6806-7